# Giant Normal Dwarf
Albums de The Nits
Hat
(1989) Hjuvi - A Rhapsody in Time 
(1992)
Giant Normal Dwarf est un album de The Nits paru en 1990.

## Liste des chansons
1. Radio Shoes – 3:09
2. Ice Princess – 3:59
3. Boy in a Tree – 5:05
4. There from Here – 2:51
5. Sugar River – 3:37
6. Around the Fish – 3:03
7. Foutain Man – 4:34
8. Apple Orchard – 4:08
9. Long Forgooten Story – 3:02
10. Giant Normal Dwarf – 2:31
11. Moon Moon – 3:09
12. The Night-Owl – 3:40
13. House of the Sleeping Beauties – 4:08
14. The Infinite Shoeblack – 5:46